# لوئانتی
لوئانتی(نام پیشین: ماین‌تست، به انگلیسی:‌ Luanti) یک بازی ویدیویی و موتور بازی سندباکس آزاد و متن‌باز با تمرکز بر گرافیک وکسل است. بازی در درجه اول به C ++ نوشته شده‌است و از موتور Irrlicht استفاده می‌کند. لوئانتی یک رابط برنامه‌نویسی برای کاربران فراهم می‌کند تا بتوانند بازی‌ها و مدهای خود را به زبان لوآ بنویسند. این بازی چند سکویی است و برای لینوکس، ویندوز، فری‌بی‌اس‌دی، مک‌اواس و اندروید در دسترس است.
در بازی پیش‌فرض ماین‌تست، که Minetest Game (به‌اختصار MTG) نام دارد، بازی‌کنان دنیای سه‌بعدی بلوکی ساخته شده را در اختیار دارند. و می‌توانند در این دنیا که از هر جهت تقریباً ۳۱۰۰۰ بلوک طول دارد، کشف و استخراج می‌کنند. بازی‌کن‌ها می‌توانند در این دنیا مواد خام را استخراج و با آن‌ها ابزار و آیتم‌های دیگر بسازند. و سپس اقدام به ساخت ساختمان و سازه‌های مختلف کنند. بسته به بازی انتخاب شده و حالت‌های موجود، بازی‌کنان می‌توانند با موجودات درون بازی یا دیگر بازی‌کنان مبارزه ویا تعامل کنند.
روش‌های بازی ماین‌تست شبیه به بازی ماین‌کرفت از سال ۲۰۰۹ است؛ اگرچه نویسنده اصلی آن را به عنوان یک «رونوشت از ماین‌کرفت» توصیف نکرده‌است. پس از یک دهه توسعه فعال، بازی تحسین منتقدان و محبوبیت بدست آورد و از نوامبر ۲۰۱۳، بازی بیش از ۱٫۴ میلیون بار دریافت از گیت‌هاب داشته‌است. هم‌چنین نسخه اندروید آن بیش از نیم میلیون بار از گوگل پلی دریافت شده‌است.